# 朱榮華
朱榮華（英語：Chu Wing Wah，?年—?年），是已退役香港足球運動員，活躍於1950年代，司職翼鋒，有「水較剪」之稱號。

## 生平
朱榮華在學期間參加南華會「少年足球訓練班」，並代表香港學聯隊出外比賽。1952年，朱榮華暫停學業，開始為南華出戰甲組聯賽，曾一度被香港足球總會調查。朱榮華適逢1950年代南華盛世，與李育德、何祥友、姚卓然和莫振華等香港足球明星聯袂攻堅。1957年，朱榮華「下山」改投傑志。
1961年，朱榮華為了前途退出香港球壇，全職為大東電報局工作，工餘時間為公司球隊踢丙組聯賽。

## 國際賽生涯
朱榮華曾代表香港足球代表隊出席多項洲際比賽。1954年，朱榮華代表香港出戰馬尼拉亞運會足球賽。1956年，代表香港隊以東道主身份出戰首屆亞洲盃足球賽。他在三場小組賽中均以正選身份上陣，並在對南越的小組賽射入一球十二碼。1958年，代表香港出戰東京亞運會足球賽。

## 榮譽
南華
- 香港甲組足球聯賽冠軍（1953年、1955年）

- 香港高級組銀牌冠軍（1955年）